# Samaris
Samaris es un género de peces de la familia Samaridae, del orden Pleuronectiformes. Este género marino fue descrito científicamente en 1831 por John Edward Gray.

## Especies
Especies reconocidas del género:
- Samaris chesterfieldensis Mihara & Amaoka, 2004
- Samaris costae Quéro, Hensley & Maugé, 1989
- Samaris cristatus J. E. Gray, 1831
- Samaris macrolepis Norman, 1927
- Samaris spinea Mihara & Amaoka, 2004